# The Big Five False Bay

Gemeindegebiet bis 2016

Wappen der Gemeinde

The Big Five False Bay (englisch The Big Five False Bay Local Municipality auch Big 5 False Bay) war eine Gemeinde im südafrikanischen Distrikt Umkhanyakude in der Provinz KwaZulu-Natal. Der Verwaltungssitz der Gemeinde ist Hluhluwe. Catherine Gumede war die letzte die Bürgermeisterin. Die IFP stellte zuletzt die Mehrheit im Gemeinderat. Die Gemeinde wurde nach den Big Five, den fünf großen Tieren Afrikas benannt. Löwe, Elefant, Leopard, Büffel und Nashorn sind die Tiere, die in den Tierparks in der Gemeinde zu besichtigen sind. Die False Bay (englisch für „Falsche Bucht“) ist ein Teil des iSimangaliso-Wetland-Parks und gehört zur Gemeinde.
2011 hatte die Gemeinde 35.258 Einwohner auf einem Gebiet von 2487 Quadratkilometern.

## Geografie
Die Big Five False Bay befindet sich direkt im Norden von Mtubatuba und erstreckt sich in nördlicher Richtung bis zum Mkuze-Wildpark. Im Westen grenzte die Gemeinde an die Gemeinde Hlabisa – mit der sie 2016 zur Gemeinde Big Five Hlabisa fusionierte – und im Osten an den iSimangaliso-Wetland-Park und den Indischen Ozean. Die Gemeinde bestand aus drei Gebieten: den privaten Wildparks, den drei von Stammesoberhäuptern verwalteten Gebieten (tribal authorities) und dem landwirtschaftlich genutzten Gebiet. Einzige Stadt der Gemeinde war Hluhluwe.

## Wirtschaft
Die wichtigsten Standbeine der Wirtschaft in der Gemeinde waren Landwirtschaft und Tourismus. Wichtige Produkte in der Landwirtschaft waren dabei Nutzholz, Zucker und Ananas. 90 Prozent der Ananasproduktion Südafrikas fanden hier statt. Es wurden auch Zuckerrohr, Sisal-Agaven, Baumwolle, Tomaten und Chilli angebaut. 
Hluhluwe war nach eigenen Angaben ein Zentrum des Tourismus in KwaZulu-Natal. Es gab hier viele Hotels: vom Campingplatz bis zu 5-Sterne-Unterkünften in Wildparks. Auch die Straßen waren in einem guten Zustand.

## Sehenswürdigkeiten
- Hluhluwe-Umfolozi-Park, der älteste Wildpark in Afrika. Er wurde 1895 gegründet. Hier befand sich das Jagdrevier von Herrschern wie Dingiswayo und Shaka.
- Thembalethu Craft Village, ein Projekt bei dem Zulu-Handwerker und -Künstler selbstgeflochtenen Körbe, Perlenstickereien, Schnitzereien und andere Erzeugnisse ausstellen und verkaufen